# Moussières (Allier)
Moussières (Pluraletantum) ist ein kleiner Fluss im Zentralmassiv von Frankreich, der im Département Nièvre der Region Auvergne-Rhône-Alpes südlich der Stadt Nevers verläuft.

## Geografie

### Verlauf
Der Fluss entspringt im nördlichen Gemeindegebiet von Magny-Cours, entwässert mit einem großen Bogen über Süd generell in westlicher Richtung und mündet nach rund 15 Kilometern im Gemeindegebiet von Saincaize-Meauce als rechter Nebenfluss in den Allier. Im Oberlauf quert der Fluss Moussières die Nationalstraße N7 und im Mittelabschnitt die Bahnstrecke Moret-Veneux-les-Sablons–Lyon-Perrache.

### Orte am Fluss
(Reihenfolge in Fließrichtung)
- Bois Vert, Gemeinde Magny-Cours
- Magny-Cours
- Le Pont des Pelles, Gemeinde Magny-Cours
- Roussy, Gemeinde Saint-Parize-le-Châtel
- Isle, Gemeinde Mars-sur-Allier
- Meauce, Gemeinde Saincaize-Meauce

## Sehenswürdigkeiten
- Château de Meauce, Schloss mit Ursprüngen aus dem 15. Jahrhundert an der Flussmündung – Monument historique[4]